# Штувенборн
Штувенборн (њем. Stuvenborn) општина је у њемачкој савезној држави Шлезвиг-Холштајн. Једно је од 95 општинских средишта округа Зегеберг. Према процјени из 2010. у општини је живјело 900 становника. Посједује регионалну шифру (AGS) 1060084.

## Географски и демографски подаци
Штувенборн се налази у савезној држави Шлезвиг-Холштајн у округу Зегеберг. Општина се налази на надморској висини од 29 метара. Површина општине износи 8,0 km². У самом мјесту је, према процјени из 2010. године, живјело 900 становника. Просјечна густина становништва износи 113 становника/km².